# Convento de San Juan Bautista (Villalba del Alcor)
El convento de San Juan Bautista o Convento de las Madres Carmelitas está situado en la calle de Francisco Alcalá, número 40, en la localidad onubense de Villalba del Alcor. Fue fundado por García Jiménez Franco en 1618 y dedicado a la Virgen del Carmen. A lo largo del siglo XVIII se realizaron diversas remodelaciones en el convento, destacando la reconstrucción de la espadaña y la cúpula tras el terremoto de Lisboa de 1755.

## El convento
El espacio conventual se organiza en torno a tres patios. Dos de ellos son de una sola altura con galerías de arcos de medio punto sobre pilares. El tercero es el claustro principal. De doble altura, en el centro tiene una fuente coronada por la imagen de la Virgen del Carmen. A través de una de las crujías de este se llega a las principales dependencias conventuales. Desde este convento sale en procesión una imagen de la Virgen del Carmen en agosto.

## La iglesia
La iglesia es de planta de salón, con el coro a los pies y con la cubierta con artesonado mudéjar. El retablo mayor se levantó en el primer tercio del siglo XVIII y está dedicado a San Juan Bautista y a la Virgen del Carmen. Es obra de Fernando de Barahona. De esta misma época es el retablo de Santa Teresa de Jesús.